# Malá Hradná
Malá Hradná (Hongaars: Kisradna) is een Slowaakse gemeente in de regio Trenčín, en maakt deel uit van het district Bánovce nad Bebravou.
Malá Hradná telt 376 inwoners.